# Periphery
Periphery é uma banda de metal progressivo de Washington, D.C., Estados Unidos. A sonoridade do grupo baseia-se no metal progressivo, djent, com influências de metalcore progressivo. O Periphery é uma das bandas pioneiras do movimento djent dentro do metal progressivo. Eles também foram nomeados para um Grammy. A banda consiste do vocalista Spencer Sotelo, guitarristas Misha Mansoor, Mark Holcomb, Jake Bowen, e baterista Matt Halpern.
Desde a sua estreia auto-intitulada, a banda lançou outros seis álbuns: Periphery II: This Time It's Personal, o álbum duplo Juggernaut: Alpha e Omega, Periphery III: Select Difficulty, Periphery IV: Hail Stan e Periphery V: Djent Is Not a Genre. Eles também lançaram dois EPs: Icarus EP e Clear. Todo o material Periphery é auto-produzido pelos membros da banda.

## História

### Formação e mudanças iniciais da banda (2005–2009)
Periphery foi formada em 2005 pelo guitarrista Misha Mansoor, que lentamente ganhou uma reputação na internet por uma conta de Soundclick regularmente atualizada, nos fóruns de Meshuggah e John Petrucci, e os quadros de mensagens do sevenstring.org. Antes e durante a permanência de Periphery na cena do metal, Mansoor desenvolveu uma reputação por fazer a sua própria produção de áudio, a maioria da qual era feita com um computador de casa e um Pod XT. Mansoor tem continuado a atualizar o seu projeto pessoal, Bulb, frequentemente transferindo canções entre os dois projetos. Mansoor também continua a estar envolvido com outros projetos musicais, incluindo Haunted Shores, Four Seconds Ago, e Of Not of Machine.
Periphery passou por um número de mudanças durante a sua história inicial. Originalmente, Misha tocava bateria e guitarra na banda, mas começou a procurar talento local e encontrou o baterista local Jason S. Berlin, e depois passou para a guitarra permanentemente. Berlin estava a planear seguir interesses em Los Angeles e foi trocado na partida por Travis Orbin. Entre 2005 e 2009, Periphery trabalhou com os vocalistas Jake Veredika, Casey Sabol e Chris Barretto, gradualmente movendo-se de um som influenciado por Meshuggah para um som mais melódico de ambiente, com foco numa produção inovadora.
Periphery fez turnês extensivamente desde 2008, apoiando artistas incluindo DevilDriver, Dream Theater, Emmure, Veil of Maya, Animals as Leaders, God Forbid, Darkest Hour, The Dillinger Escape Plan, Fear Factory, Between the Buried and Me, e Fair to Midland.

### Spencer Sotelo, Matt Halpern e álbum auto-intitulado (2010–2011)
Em 2009, Travis Orbin deixou a banda para se juntar a Sky Eats Airplane. Ele foi então substituído por Matt Halpern, que foi recrutado por Mansoor enquanto tocava em uma banda local. Em janeiro de 2010, Sumerian Records e Periphery anunciaram 20 de abril como a data de lançamento do álbum de estreia auto-intitulado da banda, a ser distribuído pela Sumerian Records nos Estados Unidos; Distort Entertainment no Canadá; Roadrunner Records na Austrália; Century Media Records na Alemanha e no resto do mundo. Em 20 de janeiro, em meio a especulações de que haviam voltado a trocar de vocalista, a banda publicou uma amostra do álbum com os vocais de Spencer Sotelo, um natural de San Diego que foi mais tarde anunciado como o novo vocalista do Periphery, substituindo Chris Barretto, que tinha sido despedido da banda devido a diferenças pessoais (Mansoor chegou a referir-se a ele como uma "diva"), resultando numa pequena disputa que não seria resolvida até fins de 2013.
Periphery lançou o seu álbum auto-intitulado de estreia, Periphery, pela Sumerian Records em 20 de abril de 2010. Estreou-se no Nº. 128 no Top 200 do Billboard, como também Nº. 2 na tabela do Billboard, Heatseekers. Para apoiar o álbum, o grupo fez várias turnês pelos EUA e Canadá; uma pequena turnê na Austrália junto com The Dillinger Escape Plan, e uma turnê na Europa como atração principal em fevereiro de 2011. A primeira turnê como atração principal da banda, "League Of Extraordinary Djentlemen Tour", teve apoio de Tesseract e Monuments no Reino Unido, enquanto que os concertos na Europa continental incluíram Monuments e The Safety Fire. A banda teve vários problemas de saúde durante o calendário de apresentações; Spencer Sotelo teve bronquite e estava regularmente incapaz de fazer o espetáculo completo. Jake Bowen caiu e partiu um dedo na primeira semana da turnê do Reino Unido e esteve incapaz de tocar no resto das datas. Ele recuperou e juntou-se à banda durante os últimos concertos na sua turnê com Fair to Midland e Scale the Summit mesmo antes de eles terem saído da turnê.
A 22 de março, Periphery lançou um cover da canção "One" do Metallica, que foi gravado para a trilha sonora do vídeo-jogo Homefront e foi lançada para baixar gratuitamente no website principal de Homefront.

### EPIcaruse adição de Mark Holcomb (2011)
A 19 de janeiro de 2011, o videoclipe para "Jetpacks Was Yes!" foi publicado na NME. O vídeo tem uma versão pré-gravada e pré-reestruturada da canção que foi lançada no EP Icarus. O primeiro single de Periphery, do seu EP Icarus intitulado "Frak the Gods", foi lançado a 24 de março.
A 6 de julho de 2011, Periphery anunciou via um post de blog no MySpace que a banda se tinha separado do guitarrista Alex Bois. No entanto, eles não mudaram o calendário de tour, contratando Mark Holcomb e Adam "Nolly" Getgood (da banda britânica de metal progressivo Red Seas Fire) para tocar as partes de Alex durante os concertos ao vivo até terem encontrado um substituto permanente.
A 7 de setembro de 2011, eles foram apresentados como o ato de abertura de Dream Theater nos atos europeus da tour A Dramatic Turn of Events começando em janeiro de 2012. Em outubro de 2011, a banda anunciou que Holcomb era agora o guitarrista a tempo inteiro da banda, e em novembro o baixista Tom Murphy decidiu deixar a banda. Isto levou a que Getgood ficasse com o papel de baixista para a tour europeia com Dream Theater. A banda também contratou o irmão de Holcomb, Jeff, como baixista substituto para a sua tour americana de 2012 com Protest The Hero, Jeff Loomis, The Safety Fire e Today I Caught the Plague.
A 21 de fevereiro de 2012, a banda re-lançou o seu álbum de estreia com um novo single no ITunes intitulado "Passenger". Este foi uma versão parcialmente re-gravada de uma música antiga de Haunted Shores.

### Periphery II: This Time It's Personal(2012–2013)
Periphery entrou no estúdio para trabalhar nos seus dois próximos lançamentos completos para gravar demos "Bulb" re-trabalhadas como também material completamente novo escrito por toda a banda. O álbum era para ser produzido por Mansoor e Getgood e desenvolvido e mixado por Taylor Larson (Sky Eats Airplane, Of Legends, Life on Repeat).
A julho de 2011, Mansoor elaborou quanto aos futuros álbuns na revista australiana Mixdown. Ele confirmou que haveria dois álbuns gravados, e que um seria um álbum conceptual. Mansoor tinha interesse num álbum conceptual à algum tempo, dizendo que "[ele] queria fazer este álbum conceptual. Tem sido uma ideia à anos e anos." Mansoor também revelou que a banda iria lançar os álbuns separadamente, dizendo "[eles] provavelmente vão fazer um lançamento espaçado, três a seis meses de diferença" e que "[ele] realmente quer que eles sejam órgãos de trabalho separados, porque eles vão soar diferente, e serão abordagens completamente diferentes."
Periphery II: This Time It's Personal foi disponibilizado para streaming no Youtube a 28 de junho de 2012. Horas depois, a banda anunciou que Getgood tinha oficialmente juntado-se à banda, o seu papel na banda sendo maioritariamente um baixista mas também contribuindo para as partes de guitarra no estúdio (um papel que ele tinha durante a gravação de Periphery II), efetivamente fazendo dele o "multi-instrumentalista" da banda. Jeff Holcomb continuou a tocar com Periphery durante a tour Summer Slaughter de 2012 até que eles tiveram que sair por uma emergência familiar; isto foi feito para que Getgood pudesse fazer o seu último concerto com Red Seas Fire no Festival UK Tech-Metal.
Desde da tour Summer Slaughter de 2012, Jeff Holcomb continuou como uma parte regular da equipa da banda e ainda toca como um baixista substituto quando necessário. Além disto, ele faz documentários sobre as tours da banda e dirigiu o videoclipe de Ragnarok.

### EPClear(2013–2014)
Spencer Sotelo apontou em 2 tweets em setembro de 2013 que Periphery estava a planear lançar um novo EP, a escrita do qual já estava bem encaminhada, para entreter os fãs até o lançamento de Juggernaut, o muito antecipado terceiro álbum da banda.
Em outubro, foi anunciado que Misha Mansoor, Mark Holcomb e Jake Bowen iriam lançar captadores assinados; os captadores Bare Knuckle Juggernaut, Seymour Duncan Alpha/Omega e DiMarzio Titan, respetivamente. Também foi anunciado que a Ibanez LACS "Titan" de Bowen também seria tornada numa guitarra assinada.
Em novembro de 2013, o ex-cantor Chris Barretto fez uma participação surpresa durante um bis de "Icarus Lives!" no Teatro Gramercy. Como também acabando com a disputa duradoura entre Chris e Periphery, também marcou o fim da tour "This Tour is Personal" de Periphery.
Em dezembro, Periphery anunciou um novo lançamento intitulado Clear, definido para 28 de janeiro de 2014. Clear é um projeto separado de Juggernaut e foi construído à volta de um conceito único: cada faixa tirando da abertura "Overture" foi atribuída a um membro diferente da banda, que agiu como o "diretor criativo" da sua música respetiva, e cada faixa partilha um tema a partir de "Overture" para ligar cada faixa no lançamento. A banda insistiu que não deveria ser considerado um EP pois a partir dos 30 minutos é maior que a maioria dos EPs, mas não devia ser classificado um álbum.

### Juggernaut(2014–2016)
"Juggernaut" é um conceito que esteve sobre desenvolvimento pela banda por vários anos. Misha tinha inicialmente escrito uma série de demos na história inicial de Periphery, que foram secções de uma composição planeado estendida com o título "Juggernaut"; esta composição estendida continha as canções de revelação de Periphery "Icarus Lives!" e "Jetpacks Was Yes!" como algumas das suas secções. A ideia de uma peça estendida foi eventualmente abandonada e desenvolvida para um conceito que se iria estender pelo álbum inteiro.
Durante o ciclo do álbum "Periphery II" foi planeado que Juggernaut iria ser lançado 3-6 meses depois de Periphery II como uma parte de um álbum duplo. No entanto, este plano também foi abandonado devido aos compromissos de tour de Periphery, empurrando o seu lançamento para 2015. A banda atrasou a escrita e pré-produção ainda mais para arranjar tempo para a escrita e gravação de Clear. No início de julho de 2014, Periphery começou a gravar músicas para Juggernaut.
Na tour Escape From The Studio, o vocalista principal Spencer Sotelo disse que Juggernaut tinha sido acabado e seria lançado em algum momento de janeiro de 2015 pela Sumerian Records. A 5 de novembro de 2014, Periphery anunciou uma tour para o seu novo disco, que foi lançado a 27 de janeiro de 2015. Eles também revelaram que de facto seria um álbum duplo, consistindo de Juggernaut: Alpha e Juggernaut: Omega, e que os atos de apoio para a tour do lançamento do álbum no início de 2015 seriam Nothing More, Wovenwar e Thank You Scientist.

### Periphery III: Select Difficulty(2016–2018)
No início de 2016, vários membros de Periphery anunciaram pelas suas redes sociais que eles estavam a trabalhar no que seria o seu quinto álbum. Matt Halpern anunciou no seu Instagram que a bateria para o seu novo álbum não intitulado seria gravada em fevereiro de 2016. A 26 de abril de 2016, Periphery anunciou no seu Facebook que o seu novo álbum se iria chamar Periphery III: Select Difficulty e que iria ser lançado a 22 de julho do mesmo ano. A primeira nova canção, "The Price Is Wrong", foi lançada a 25 de maio. A próxima canção canção a ser lançada foi "Flatline", que foi tornada disponível para streaming no Youtube a 25 de junho. "Marigold", o primeiro videoclipe oficial do álbum, foi lançado a 8 de julho. "Motormouth" e "The Way the News Goes..." foram lançadas para o Youtube a 14 e 15 de julho, respetivamente. seguidas pelo lançamento de "Prayer Position" a 18 de julho. A banda foi nomeada nos Grammy Awards de 2017 na categoria de Melhor Desempenho de Metal pela sua canção "The Price Is Wrong".
Adicionalmente, foi anunciado que Adam "Nolly" Getgood iria concentrar-se mais na sua produção dos seus projetos pessoais e não participaria da tour com Periphery. A banda iria então decidir usar as faixas de apoio de Getgood para as suas performances ao vivo. A 3 de agosto de 2017, Getgood anunciou pelo Facebook a sua despedida da banda, citando a sua falta de investimento em Periphery, e a sua vontade de passar mais tempo com a sua mulher, como também em produção e GetGoodDrums. A 19 de abril de 2018, a gravadora da banda, Sumerian Records, anunciou Periphery iria sair da gravadora, e o seu próximo álbum seria lançado na sua gravadora independente 3DOT Recordings.

### Periphery IV: Hail Stan(2018–2020)
Em abril de 2018, Mansoor publicou um vídeo de 10 minutos no Youtube contendo vários clipes de sessões de escrita com Bowen e Holcomb. Em outubro, a banda revelou que eles tinham começado a gravar canções para o seu sexto álbum, e que ele seria lançado em 2019. Também foi revelado que Adam "Nolly" Getgood, antigo baixista e agora baixista de estúdio só para a banda, iria gravar baixo para o álbum e estaria outra vez fortemente envolvido em misturar, produzir e na engenharia do álbum, mas não iria contribuir no processo da escrita. A 27 de janeiro de 2019, Mark Holcomb disse que o próximo álbum de Periphery iria ser lançada em abril. A 6 de fevereiro de 2019, a banda lançou um single intitulado "Blood Eagle", e a 1 de março, Periphery lançou "Garden in the Bones", ambos do seu álbum Periphery IV: Hail Stan, lançado a 5 de abril de 2019, pela sua própria gravadora, 3DOT Recordings.

### Periphery V: Djent Is Not a Genre(2021–presente)
A 11 de março de 2021, vários membros de Periphery publicaram uma foto no estúdio da banda nas redes sociais, anunciando a sua primeira sessão de escrita para o seu sétimo álbum. A 12 de outubro de 2022, Jake Bowen anunciou que o novo álbum está completo e pronta para ser masterizado. A 9 de janeiro de 2023, depois de vários dias de vídeos teaser, a banda anunciou que o seu sétimo álbum, Periphery V: Djent Is Not a Genre, que foi lançado a 10 de março de 2023. Alem disso, revelaram a capa do álbum e lançaram os dois primeiros singles, "Wildfire" e "Zagreus" a 12 de janeiro. Ambos os singles têm referências para o material de Juggernaut: Alpha, com o refrão de "Wildfire" reinterprentando o tema central de "The Event", e "Zagreus" com um riff primário de "Four Lights". Mansoor também confirmou que "Zagreus" foi inspirado pelo jogo Hades, como a canção tem o nome do protagonista do jogo da mitologia grega e tem uma referência ao mote de morte do jogo. A 16 de fevereiro, um mês antes do lançamento do álbum, a banda revelou o terceiro single "Atropos" e o seu videoclipe.

## Afinações
A banda usa uma variedade de afinações nas guitarras de 6, 7 e 8 cordas. As suas músicas são predominantemente em Drop C em 6 cordas (CGCFAD) e Drop G# em 7 cordas (G#D#G#C#F#A#D#). Algumas músicas usam padrão e 8 cordas (F#BEADGBE), como "Captain On", "Ji", "Extraneous", "A Black Minute", "The Event", "22 Faces", "Four Lights", "Stranger Things" and "Dracul Gras". Para "Totla Mad" e "Frak the Gods", nas quais eles abaixam o C baixo (Drop C) para um A (AGCFAD). Para "Zyglrox", "Muramasa", "Alpha", "The Bad Thing", "Graveless", "Remain Indoors", "Habitual Line-Stepper", "Lune", "Prayer Position", "Chvrch Bvrner", "Garden in the Bones" and "Follow Your Ghost", eles afinam "Ragnarok" numa variação de 7 cordas da afinação de "Totla Mad", na qual o G# baixo é abaixado para um F# (F#D#G#C#F#A#D#). "Hell Below" é uma variação de 8 cordas da afinação de "Zyglrox", em que o F# baixo é abaixado para um C# (C#BEADGBE). "Scarlet" está afinada em Open Cadd9 (CGCEGD). "Racecar" usa a afinação na qual em vez de abaixar a corda mais baixa na guitarra de 7 cordas, eles abaixam a 6ª corda (A#C#G#C#F#A#D#). "Wax Wings" usa a afinação comum de math rock FACGCE mas afinaram 1 1/2 tons abaixo (DF#AEAC#). Para as músicas "Reptile" e "Zagreus", eles abaixam a 6ª corda de C (Drop C) para G (GGCFAD).

## Outros projetos
Os guitarristas Mark Holcomb e Misha Mansoor têm um projeto paralelo chamado Haunted Shores. Este projeto tornou-se ativo em abril de 2010, antes de Holcomb ser um membro do Periphery, lançando duas músicas num EP separado com Cyclamen. No resto de 2010 e em parte de 2011, eles gravaram e lançaram novas músicas peridiodicamente, algumas vezes com vocalistas convidados como Elliot Coleman ou Mike Semesky. No entanto, no fim de 2011 Holcomb oficialmente juntou-se ao Periphery, e o projeto não oficialmente entrou em hiato. A sua música "Passenger", que teve vocais de Spencer Sotelo (convidado), foi lançada como uma música do Periphery em fevereiro de 2012, e outra música com os vocais de Sotelo, "Scarlet" foi regravada e lançada no segundo álbum do Periphery. Nenhuma música nova foi lançada até 2015, quando foi revelado que eles estavam a gravar um EP de 'estreia'. Viscera foi lançado a 3 de novembro de 2015, e tinha uma versão regravada de uma das suas músicas iniciais ("Harrison Fjord") como também várias novas músicas.
Mansoor também fez parte de um projeto paralelo de música eletrônica com o guitarrista Jake Bowen, chamado Four Seconds Ago. O seu álbum de estreia, The Vacancy, foi lançado em 28 de setembro de 2018. Bowen também produz música eletrônica solo, tendo lançado o álbum Isometric a 31 de maio de 2015.
A 7 de abril de 2014, foi anunciado que o vocalista Spencer Sotelo tornou-se o novo vocalista principal da banda post-hardcore From First to Last. Adicionalmente, Sotelo produz música "inspirada por Trent Reznor" sob o nome a alcunha Endur. O álbum de estreia de Endur American Parasite foi lançado em 31 de maio de 2017.
Mark Holcomb também trabalha como dublador profissional em vídeo-jogos, mais recentemente dando voz a duas personagens principais no jogo Disco Elysium. Holcomb co-escreveu duas músicas no álbum de estreia de 2016 de VUUR, "In This Moment, We Are Free - Cities": especificamente, as músicas "Freedom - Rio" e "Reunite! - Paris".
Manssor compôs e produziu músicas para trilhas sonora de vídeo-jogos, mais notavelmente "Follow in Flight" e "Breaking the Covenant" para a trilha sonora de Halo 2: Anniversary (parte de Halo: The Master Chief Collection) como também para o tema dos créditos finais do jogo Deus Ex: Mankind Divided. Ele trabalhou como produtor nos lançamentos de Animals as Leaders, Stray from the Path e Veil of Maya, entre outros. O músico tem uma empresa de pedais de guitarra, Horizon Devices, e é co-proprietário da empresa de software GetGood Drums junto com o colega de banda do Periphery Matt Halpern e o antigo colega de banda Adam "Nolly" Getgood.

## Membros

### Atuais
- Misha Mansoor - guitarra, programação, sintetizador, orquestração (2007-presente), bateria (2005)
- Jake Bowen - guitarra, programação (2007-presente), vocal de apoio (2012-presente)
- Matt Halpern - bateria (2009-presente)
- Spencer Sotelo - vocal (2010-presente)
- Mark Holcomb - guitarra (2011-atualmente)

### Anteriores
- Anthony Marshall - guitarra (2005)
- Jason S. Berlin - bateria (2005)
- Jake Veredika (por vezes creditado como Jacob Tull) - vocal (2005-2007)
- Casey Sabol - vocal (2007-2008)
- Travis Orbin - bateria (2005-2009)
- Chris Barretto - vocal (2008-2010)
- Alex Bois - guitarra, vocal de apoio (2005-2011)
- Tom Murphy - baixo, vocal de apoio (2005-2011)
- Adam "Nolly" Getgood - baixo, guitarra (2012-2017)[69]

#### Músicos de turnê
- John Browne - guitarra (2011)
- Jeff Holcomb - baixo (2011-2012)
- JP Bouvet - bateria (2017)

## Discografia

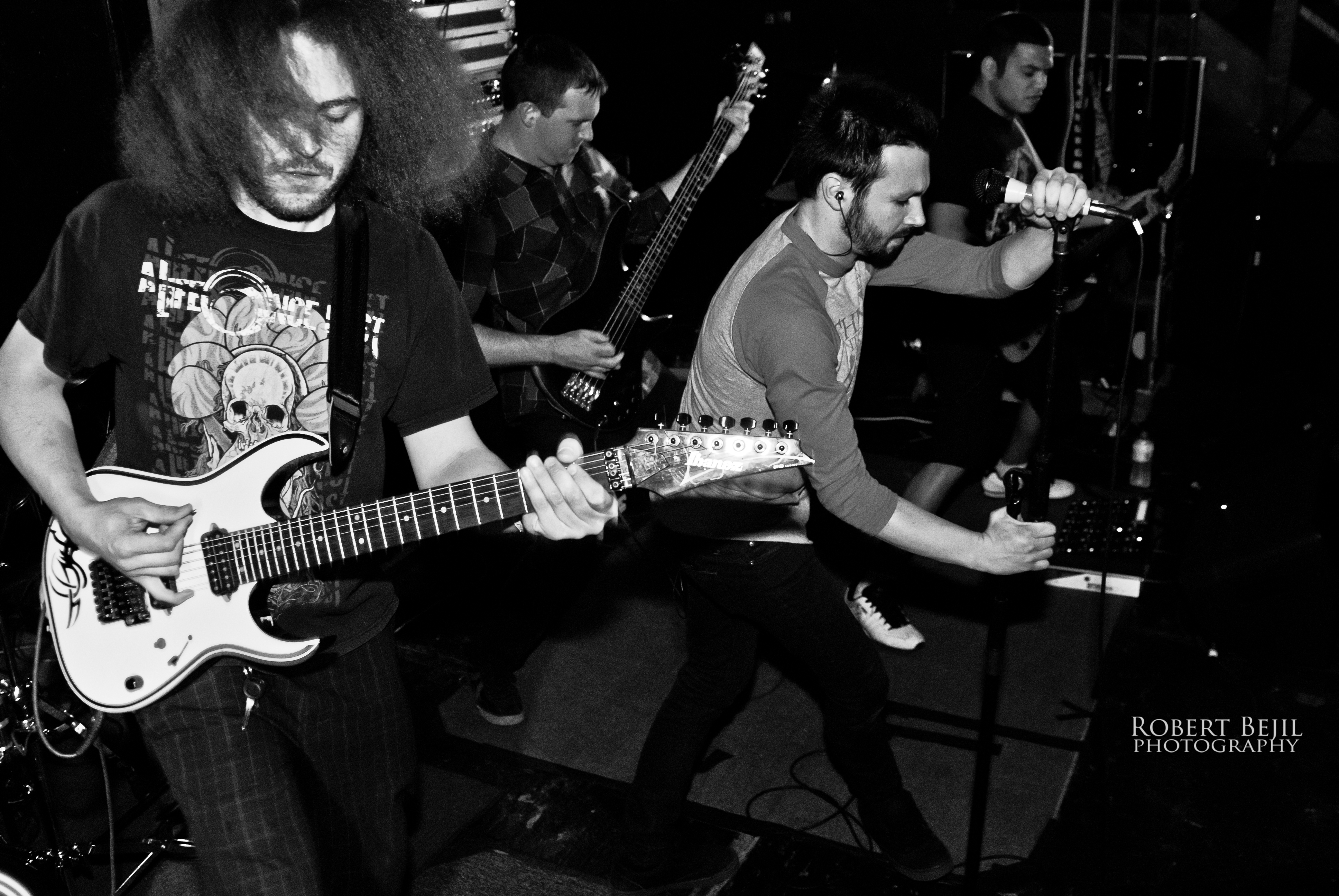
O Periphery em performance em Bakersfield Califórnia em 2011.

### Álbuns de estúdio
- Periphery (20 de abril de 2010)
- Periphery II: This Time It's Personal (3 de julho de 2012)
- Juggernaut: Alpha (27 de janeiro de 2015)
- Juggernaut: Omega (27 de janeiro de 2015)
- Periphery III: Select Difficulty (22 de julho de 2016)
- Periphery IV: Hail Stan (5 de abril de 2019)
- Periphery V: Djent Is Not a Genre (10 de março de 2023)

### EPs
- Icarus (19 de abril de 2011)
- Clear (28 de janeiro de 2014)

### Singles
- "Icarus Lives!" (23 de abril de 2010)
- "Jetpacks Was Yes!" (21 de janeiro de 2011)
- "Passenger" (21 de fevereiro de 2012)
- "Make Total Destroy" (5 de junho de 2012)
- "Scarlet" (20 de fevereiro de 2013)
- "Ragnarok" (3 de outubro de 2013)
- "The Scourge" (21 de novembro de 2014)
- "The Bad Thing" (4 de dezembro de 2014)
- "22 Faces" (16 de dezembro de 2014)
- "Graveless" (31 de dezembro de 2014)
- "Alpha" (5 de janeiro de 2015)
- "The Price Is Wrong" (25 de maio de 2016)
- "Flatline" (24 de junho de 2016)
- "Marigold" (8 de julho de 2016)
- "Blood Eagle" (6 de fevereiro de 2019)
- "Garden in the Bones" (1 de março de 2019)
- "Wildfire" (12 de janeiro de 2023)
- "Zagreus" (12 de janeiro de 2023)
- "Atropos" (16 de fevereiro de 2023)

### Outras participações
- "One" (cover de Metallica" – Aparece no álbum da trilha sonora de Homefront: Songs for the Resistance
- "Only If for a Night" (cover de Florence and the Machine) – Aparece em Florence + The Sphinx: Sumerian Ceremonials - A Tribute to Florence + The Machine

### Videoclipes
| "Ano | Música               | Álbum                                 |
| ---- | -------------------- | ------------------------------------- |
| 2010 | "Icarus Lives!"      | Periphery                             |
| 2011 | "Jetpacks Was Yes"   | EP Icarus                             |
| 2012 | "Make Total Destroy" | Periphery II: This Time It's Personal |
| 2013 | "Scarlet"            | Periphery II: This Time It's Personal |
| 2013 | "Ragnarok"           | Periphery II: This Time It's Personal |
| 2015 | "Alpha"              | Juggernaut: Alpha                     |
| 2015 | "The Bad Thing"      | Juggernaut: Omega                     |
| 2016 | "Marigold"           | Periphery III: Select Difficulty      |
| 2019 | "Blood Eagle"        | Periphery IV: Hail Stan               |
| 2019 | "Chvrch Bvrner"      | Periphery IV: Hail Stan               |
| 2023 | "Wildfire"           | Periphery V: Djent Is Not a Genre     |
| 2023 | "Atropos"            | Periphery V: Djent Is Not a Genre     |